# Harald Eia
 (juin 2013).
Si vous disposez d'ouvrages ou d'articles de référence ou si vous connaissez des sites web de qualité traitant du thème abordé ici, merci de compléter l'article en donnant les références utiles à sa vérifiabilité et en les liant à la section « Notes et références ».
Harald Eia, né le 9 février 1966, est un acteur et scénariste norvégien.

## Biographie
Avec Bård Tufte Johansen, il a été l'auteur de plusieurs comédies TV à succès (dans lesquelles il est également comédien) pour la Norwegian Broadcasting Corporation, dont Lille Lørdag (1995), Åpen Post (1998–2002), Uti vår hage (2003), Team Antonsen (2004), Tre brødre som ikke er brødre (2005), Uti vår hage 2 (2008), and Storbynatt, comme aussi de radio comédie show tels que Herreavdelingen (1997) et Tazte priv (2004–2005).
Eia est né à Bærum. En 1992, il sort diplômé en sociologie de l'Université d'Oslo.
En 2010, il réalise une série documentaire nommée « Lavage de cerveaux » (Hjernevask) qui remet en question l'idée selon laquelle les comportements humains ne sont que culturellement déterminés. (en anglais : cultural determinism ou Standard social science model). Il ouvre alors un débat nécessaire sur la part du naturel et du culturel dans les comportements humains. Les défenseurs du « tout culturel » qui furent interviewés pour cette série documentaire critiquèrent vivement ce programme avant et après sa diffusion, cela créa un très large débat dans la société norvégienne, spécialement sur la question du genre. Dans le premier documentaire de la série qui porte sur la question de l'égalité entre les hommes et les femmes et sur la question du genre, Harald Eia part du paradoxe suivant : alors que les femmes norvégiennes sont très nombreuses à travailler, et que la Norvège est un pays classé parmi les pays les plus égalitaires au monde selon les rapports internationaux traitant de l'égalité hommes-femmes et du genre, pourquoi apparaît-il que dans la vraie vie les femmes ne s'engagent pas de façon égalitaire dans les mêmes métiers que les hommes... À partir de ce simple constat, Harald Eia part interviewer de nombreux scientifiques et chercheurs... Harald réalise 7 documentaires sur 7 sujets qui participent au débat nature/culture : le paradoxe de l'égalité des genres, l'impact des parents dans l'éducation des enfants, gay/hétéro, la violence, le sexe, la race, nature/culture. 
Pour la série documentaire Lavage de cerveaux, il sera récompensé en 2010 par la Fondation Fritt Ord pour avoir permis en Norvège une parole libre sur l'univers de la recherche. La Fondation Fritt Ord milite pour la liberté d'expression.

## Filmographie

### Télévision
- 1987 : Diskuteket
- 1991 : U
- 1992 : The Show
- 1994 : Egentlig
- 1994 : U:natt
- 1995 : Lillelørdag
- 1997 : Sommeråpent
- 1998–2001: Åpen post
- 1999 : Minner fra Lillelørdag
- 2000 : Copacabana
- 2003 : Uti vår hage
- 2004 : Team Antonsen
- 2005 : Tre brødre som ikke er brødre
- 2007 : Videobloggeren Rubenmann
- 2008 : Uti vår hage 2
- 2009 : Den norske humor
- 2010 : Hjernevask
- 2010 : Storbynatt
- 2012 : Brille

### Cinéma
- 1993 : Secondløitnanten
- 1996 : Jakten på nyresteinen
- 2000 : Detektor
- 2003 : United
- 2011 : Le Roi du curling (Kong Curling)

## Émissions de radio animée
- 1997 : Herreavdelingen
- 2004-2005 : Tazte priv

## Personnages joués
- Oslolosen
- Thomas André
- Krøvel Vellevoll
- Lena
- Ingolf Breistrand
- Geir Olav Ødegård
- Khalid Iqbal
- Eivind Knutsgård